# Khon Kaen (stad)

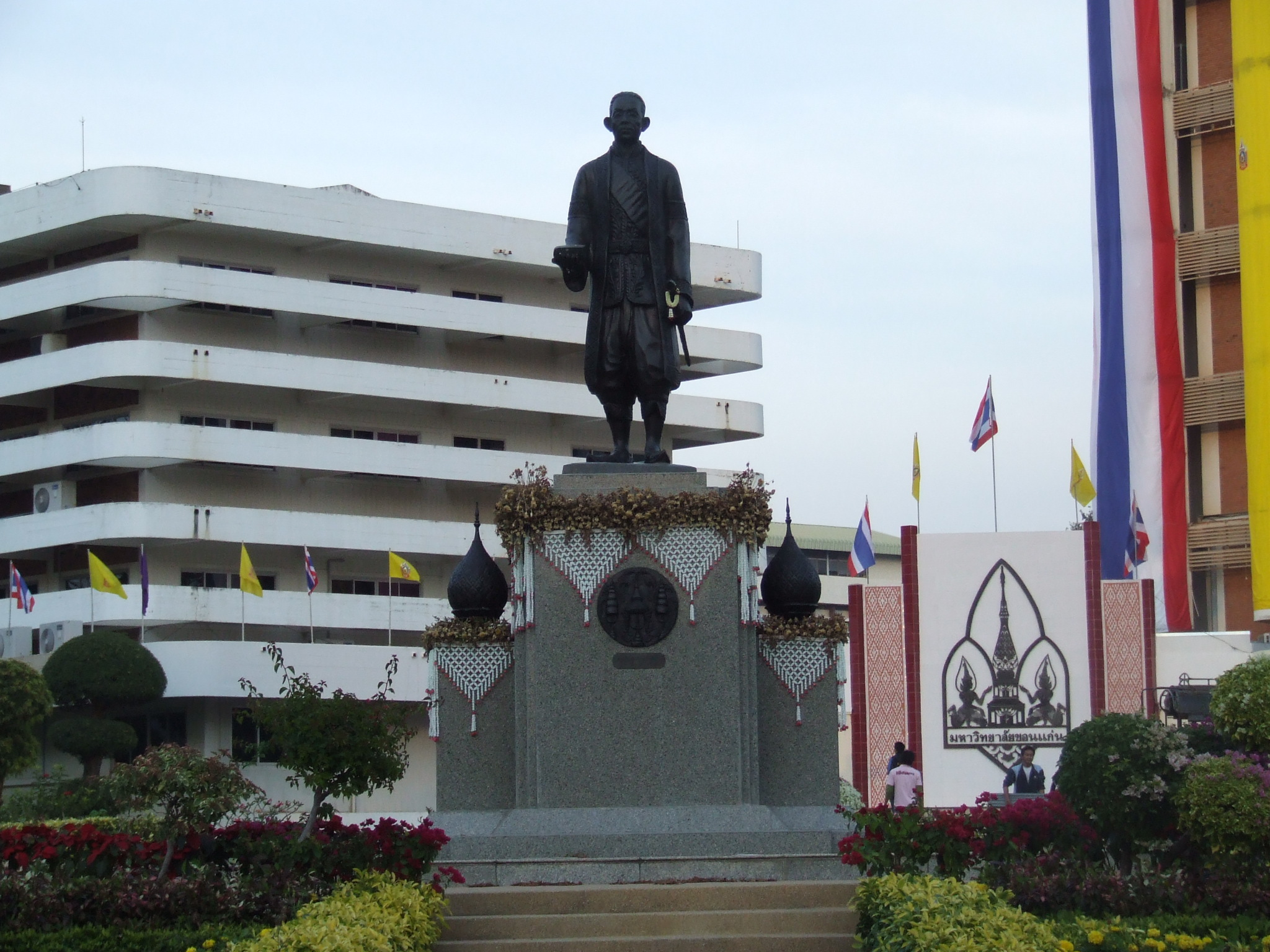
Staty av kung Rama IV vid Khon Kaens universitet.

Khon Kaen (thai: ขอนแก่น) är en stad i Isan, nordöstra Thailand. Den är huvudstad i provinsen Khon Kaen och i Khon Kaens distrikt. Staden har 113.754 invånare (2010).